# 24118 Babazadeh
24118 Babazadeh è un asteroide della fascia principale. Scoperto nel 1999, presenta un'orbita caratterizzata da un semiasse maggiore pari a 2,7925947 UA e da un'eccentricità di 0,0704044, inclinata di 3,70617° rispetto all'eclittica.